# Список пресмыкающихся Чехии
Список пресмыкающихся Чехии
На территории Чехии представлено 2 вида черепах (один из них интродуцирован), 5 видов ящериц, 5 видов змей.

## ОтрядЧерепахи(Testudines)
- Семейство Американские пресноводные черепахи (Emydidae)[1] (см. Пресноводные черепахи)
  - Род Болотные черепахи (Emys)[2]
    - Вид Болотная черепаха (Emys orbicularis, чеш. želva bahenní );

  - Род Красноухие черепахи (Trachemys)
    - Вид Красноухая черепаха (Trachemys scripta, чеш. želva nádherná ); североамериканский вид, интродуцирован[3]

- Болотная черепаха
- Красноухая черепаха

## ОтрядЯщерицы(Sauria)
- Семейство Веретенициевые (Anguidae)
  - Род Веретеницы (Anguis)
    - Вид Веретеница ломкая, или медяница (Anguis fragilis, чеш. slepýš křehký);

- Веретеница ломкая

- Семейство Настоящие ящерицы (Lacertidae)
  - Род Зелёные ящерицы (Lacerta)
    - Вид Прыткая ящерица (Lacerta agilis, чеш. ještěrka obecná)
    - Вид Зелёная ящерица (Lacerta viridis, чеш. ještěrka zelená)

  - Род Стенные ящерицы (Podarcis)
    - Вид Стенная ящерица (Podarcis muralis, чеш. ještěrka zední);

  - Род Лесные ящерицы[2]
    - Вид Живородящая ящерица (Zootoca vivipara, чеш. ještěrka živorodá);

- Прыткая ящерица
- Зелёная ящерица
- Стенная ящерица
- Ящерица живородящая

## ОтрядЗмеи(Serpentes)
- Семейство Ужеобразные (Colubridae)
  - Род Медянки (Coronella)
    - Вид Обыкновенная медянка (Coronella austriaca, чеш. užovka hladká);

  - Род Настоящие ужи (Natrix)
    - Вид Обыкновенный уж (Natrix natrix, чеш. užovka obojková);
    - Вид Водяной уж (Natrix tesellata, чеш. užovka podplamatá);

  - Род Zamenis
    - Вид Эскулапов полоз (Zamenis longissimus, чеш. užovka stromová);[4]

- Обыкновенная медянка
- Обыкновенный уж
- Водяной уж
- Эскулапов полоз

- Семейство Гадюковые змеи, или гадюки (Viperidae)
  - Род Гадюки, или настоящие гадюки (Vipera)
    - Вид Обыкновенная гадюка (Vipera berus, чеш. zmije obecná);

- Обыкновенная гадюка